# Rajon Kolomak
Der Rajon Kolomak (ukrainisch Коломацький район/Kolomazkyj rajon; russisch Коломакский район/Kolomakski rajon) war eine Verwaltungseinheit innerhalb der Oblast Charkiw im Osten der Ukraine. Der Rajon, welcher 1923 gegründet wurde, hatte eine Fläche von 330 km² und eine Bevölkerung von etwa 7.000 Einwohnern. Der Verwaltungssitz befand sich in der namensgebenden Siedlung städtischen Typs Kolomak.
Am 17. Juli 2020 kam es im Zuge einer großen Rajonsreform zum Anschluss des Rajonsgebietes an den Rajon Bohoduchiw.
Auf kommunaler Ebene war der Rajon in eine Siedlungsratsgemeinde und 4 Landratsgemeinden unterteilt, denen jeweils einzelne Ortschaften untergeordnet waren.
Zum Verwaltungsgebiet gehörten:
- 1 Siedlung städtischen Typs
- 33 Dörfer